# Micromelalopha flavomaculata
Micromelalopha flavomaculata är en fjärilsart som beskrevs av Yuri A. Tshistjakov 1977. Micromelalopha flavomaculata ingår i släktet Micromelalopha och familjen tandspinnare. Inga underarter finns listade i Catalogue of Life.